# Lijst van Nederlandstalige dvd's van Pokémon
Dit is een lijst van Nederlandstalige dvd's van Pokémon. Uitgevers zijn Bridge Entertainment Group (televisieserie), Universal Pictures (films), E1 Entertainment (films) en Warner Bros. (films). RCV Entertainment werd in 2009 omgedoopt tot E1 Entertainment, onderdeel van Entertainment One Group.

## Televisieserie
| Titel                                                                             | Afleveringen | Verschijningsdatum | Talen      | Distributeur    |
| --------------------------------------------------------------------------------- | --- | ------------------ | ---------- | --------------- |
| Pokémon Deel 1 Ik kies jou! Pikachu! (ook op VHS)                                 | S1AFL01 Pokémon, Ik Kies Jou! S1AFL02 Pokémon Noodgeval! S1AFL03 Ash Vangt een Pokémon! speelduur: ca. 70 minuten extra's: volledige Engelstalige PokéRap verpakking: Super Jewel Box - King | 1999               | Nederlands | Arcade Pictures |
| Pokémon Deel 2 Het geheim van de maanberg (ook op VHS)                            | S1AFL04 Uitdaging van de Samurai! S1AFL05 Krachtmeting in Pewter City! S1AFL06 Clefairy en de Maansteen! speelduur: ca. 70 minuten extra's: volledige Engelstalige PokéRap verpakking: Super Jewel Box - King | 1999               | Nederlands | Arcade Pictures |
| Pokémon Deel 3 De waterbloemen van Cerulean City (ook op VHS)                     | S1AFL07 De Waterbloemen van Cerulean City! S1AFL08 Op Weg naar het Pokémon Kampioenschap! S1AFL09 Een Harde Leerschool! speelduur: ca. 70 minuten extra's: volledige Engelstalige PokéRap verpakking: Super Jewel Box - King                                                                                             | 1999               | Nederlands | Arcade Pictures |
| Pokémon Deel 4 Poké-vrienden (ook op VHS)                                         | S1AFL10 Bulbasaur en de Verborgen Stad! S1AFL11 Charmander, de Verlaten Pokémon! S1AFL12 Opzij voor de Squirtle Bende! speelduur: ca. 70 minuten extra's: volledige Engelstalige PokéRap verpakking: Super Jewel Box - King                                                                                              | 1999               | Nederlands | Arcade Pictures |
| Pokémon Deel 5 Thunder Shock (ook op VHS)                                         | S1AFL13 Mysterie in de Vuurtoren! S1AFL14 Een Schokkende Uitdaging! S1AFL15 Gevecht aan Boord van de St. Anne! speelduur: ca. 70 minuten extra's: volledige Engelstalige PokéRap verpakking: Super Jewel Box - King | april 2000         | Nederlands | Arcade Pictures |
| Pokémon Deel 6 Pikachu zeezicht (ook op VHS)                                      | S1AFL16 Pokémon Schipbreuk! S1AFL17 Eiland van de Reuze Pokémon! S1AFL18 Tentacool & Tentacruel! speelduur: ca. 70 minuten extra's: volledige Engelstalige PokéRap verpakking: Super Jewel Box - King | april 2000         | Nederlands | Arcade Pictures |
| Pokémon Deel 7 Uitzonderlijke krachtmeting (ook op VHS)                           | S1AFL19 De Geest van Maiden's Peak! S1AFL20 Vaarwel Butterfree! S1AFL21 Abra en de Uitzonderlijke Krachtmeting! speelduur: ca. 70 minuten extra's: volledige Engelstalige PokéRap verpakking: Super Jewel Box - King | juli 2000          | Nederlands | Arcade Pictures |
| Pokémon Deel 8 Primeape problemen (ook op VHS)                                    | S1AFL22 De Toren der Verschrikking! S1AFL23 De Strijd tussen Haunter en Kadabra! S1AFL24 Primeape Wordt Stapelgek! speelduur: ca. 70 minuten extra's: volledige Engelstalige PokéRap verpakking: Super Jewel Box - King                                                                                                  | juli 2000          | Nederlands | Arcade Pictures |
| Pokémon Deel 9 Pokémon mode (ook op VHS)                                          | S1AFL26 De Slaapgolven van Hypno! S1AFL27 De Allernieuwste Mode! S1AFL28 De Vecht Pokémon! speelduur: ca. 70 minuten extra's: volledige Engelstalige PokéRap verpakking: Super Jewel Box - King | augustus 2000      | Nederlands | Arcade Pictures |
| Pokémon Deel 10 Het toernooi (ook op VHS)                                         | S1AFL30 Vonkenregen van Magnemite! S1AFL31 Daar heb je de Diglett! S1AFL32 De Ninja Poké-Demonstratie! speelduur: ca. 70 minuten extra's: volledige Engelstalige PokéRap verpakking: Super Jewel Box - King | augustus 2000      | Nederlands | Arcade Pictures |
| Pokémon Yellow Edition Deel 1 Moeilijke raadsels (alleen op VHS)                  | S2AFL01 Prinses tegen Prinses! S2AFL02 De Purr-fekte Held! S2AFL03 Moeilijke Raadsels! speelduur: ca. 70 minuten | januari 2001       | Nederlands | Bridge Pictures |
| Pokémon Yellow Edition Deel 2 De brullende vulkaan (alleen op VHS)                | S2AFL04 De Brullende Vulkaan! S2AFL05 Blastoise Eiland in een Roes! S2AFL06 De Misty-rieuze Zeemeermin! speelduur: ca. 70 minuten | januari 2001       | Nederlands | Bridge Pictures |
| Pokémon Beste van deel 1 t/m 4 (4 dvd's - box)                                    | inhoud deel 1-4 beste van speelduur: ca. 260 minuten verpakking: dubbeldik dvd-doos | 10 mei 2005        | Nederlands | Bridge Pictures |
| Pokémon Beste van Deel 1 De Beste Kampioenschappen                                | S2AFL22 De Eerste Ronde! S2AFL23 Vuur en IJs! S2AFL24 Vierde Ronde Gerommel! speelduur: ca. 65 minuten verpakking: standaard-dvd-doos | 9 maart 2004       | Nederlands | Bridge Pictures |
| Pokémon Beste van Deel 2 De Beste Vrienden                                        | S2AFL25 Een Echte Vriend! S2AFL26 Zowel een Vriend als een Vijand! S2AFL27 Vrienden voor het Leven! speelduur: ca. 65 minuten verpakking: standaard-dvd-doos | 9 maart 2004       | Nederlands | Bridge Pictures |
| Pokémon Beste van Deel 3 De Best Bewaarde Geheimen                                | S2AFL19 Geheimen uit de Oudheid! S2AFL35 De Roze Pokémon! S2AFL36 Het Schild van Kabuto! speelduur: ca. 65 minuten verpakking: standaard-dvd-doos | 9 maart 2004       | Nederlands | Bridge Pictures |
| Pokémon Beste van Deel 4 De Beste Orange Island Avonturen                         | S2AFL38 Vaarwel Psyduck! S2AFL41 De Vraatzuchtige Pokémon! S2AFL44 Tracey Krijgt de Kriebels! speelduur: ca. 65 minuten verpakking: standaard-dvd-doos | 9 maart 2004       | Nederlands | Bridge Pictures |
| Pokémon Silver Edition dubbelbox 1 Een nieuwe wereld en Flower power (alleen VHS) | Inhoud deel 1-2 Silver Edition speelduur: ca. 130 minuten | april 2001         | Nederlands | Bridge Pictures |
| Pokémon Silver Edition 1 Een nieuwe wereld (alleen VHS)                           | S3AFL12 Kom Niet aan die Totodile! S3AFL13 Een Lastige Tweestrijd! S3AFL14 Een Sappig Verhaal! speelduur: ca. 65 minuten | april 2001         | Nederlands | Bridge Pictures |
| Pokémon Silver Edition 2 Flower power (alleen VHS)                                | S3AFL15 Steengoeie Pokémon! S3AFL16 Verwarrende Waan! S3AFL17 Flowerpower! speelduur: ca. 65 minuten | april 2001         | Nederlands | Bridge Pictures |
| Pokémon Silver Edition 3 De hoorn des overvloeds (alleen VHS)                     | S3AFL18 Spinarak Aanval! S3AFL19 Een Zeurderige Snubbull! S3AFL20 De Hoorn des Overvloeds! speelduur: ca. 65 minuten | april 2001         | Nederlands | Bridge Pictures |
| Pokémon Silver Edition 4 Operatie Chikorita (alleen VHS)                          | S3AFL21 Operatie Chikorita! S3AFL22 Op een Blauwe Maan-dag! S3AFL23 Uitgefloten! speelduur: ca. 65 minuten | juli 2001          | Nederlands | Bridge Pictures |
| Pokémon Silver Edition 5 De Strijd van Bellsprout (alleen VHS)                    | S3AFL24 Blissey's Onwetendheid! S3AFL25 De Strijd van Bellsprout! S3AFL26 Bevecht een Vlieger met Vuur! speelduur: ca. 65 minuten | juli 2001          | Nederlands | Bridge Pictures |
| Pokémon Silver Edition 6 Brandend Verlangen (alleen VHS)                          | S3AFL27 Het is om te Janken! S3AFL28 Tank je wel! S3AFL29 Charizard's Brandende Verlangen! speelduur: ca. 65 minuten | juli 2001          | Nederlands | Bridge Pictures |
| Pokémon Silver Edition Marathon 1 (alleen VHS)                                    | S3AFL30 Glimmen om te Winnen! S3AFL31 Chikorita's Ontsteltenis! S3AFL32 Vrienden bij Slecht Weer! S3AFL33 Het Geheim van de Superheld! S3AFL34 Zacht en Wollig! S3AFL35 Aangesloten voor een Gevecht! S3AFL36 Een Goede Jacht! S3AFL37 De Droogte Werpt een Schaduw! speelduur: ca. 170 minuten                          | augustus 2001      | Nederlands | Bridge Pictures |
| Pokémon Silver Edition Marathon 2 (alleen VHS)                                    | S3AFL38 In de Apricorn Gelogeerd! S3AFL39 Daar heb je de Beestjes! S3AFL40 Een Bevlogen Verhaal! S3AFL41 De Kneepjes van het Vak! S3AFL42 Het Brandbestrijdingsteam! S3AFL43 Klein maar Fijn! S3AFL44 Licht in de Tunnel! S3AFL45 Het Uur van de Houndour! speelduur: ca. 170 minuten                                    | augustus 2001      | Nederlands | Bridge Pictures |
| Pokémon De Reis van Johto deel 1 t/m 4 (4 dvd's - box)                            | inhoud deel 1-4 De Reis van Johto speelduur: ca. 260 minuten verpakking: dubbeldik dvd-doos | 2003               | Nederlands | Bridge Pictures |
| Pokémon De Reis van Johto Deel 1 Ultimate Battles                                 | S3AFL10 Een Gespannen Situatie! S3AFL11 De Hernieuwde Rivaliteit! S3AFL46 Het Totodile Duel! speelduur: ca. 65 minuten verpakking: standaard-dvd-doos | januari 2002       | Nederlands | Bridge Pictures |
| Pokémon De Reis van Johto Deel 2 Ultimate Evolutions                              | S3AFL04 De Ongewone Observator! S3AFL49 Een (V)uil Spelletje! S3AFL50 Gegrom in het Bos! speelduur: ca. 65 minuten verpakking: standaard-dvd-doos | januari 2002       | Nederlands | Bridge Pictures |
| Pokémon De Reis van Johto Deel 3 Ultimate Trophy                                  | S3AFL03 Een Dubbele Uitdaging! S3AFL06 Hallo Pummelo! S3AFL07 De Komst van de Dragonite! speelduur: ca. 65 minuten verpakking: standaard-dvd-doos | maart 2002         | Nederlands | Bridge Pictures |
| Pokémon De Reis van Johto Deel 4 Ultimate Trainers                                | S3AFL01 Het Pokémon Watergevecht! S3AFL47 Een Vurige Strijd! S3AFL51 De Psycho Partner! speelduur: ca. 65 minuten verpakking: standaard-dvd-doos | maart 2002         | Nederlands | Bridge Pictures |
| Pokémon De Reis van Johto deel 5 t/m 8 (4 dvd's - box)                            | inhoud deel 5-8 De Reis van Johto speelduur: ca. 260 minuten verpakking: dubbeldik dvd-doos | 2003               | Nederlands | Bridge Pictures |
| Pokémon De Reis van Johto Deel 5 Ultimate Adventures                              | S2AFL07 Het Ruimteschip van Clefairy! S2AFL34 De Kristallen Onix! S2AFL42 Het Pokémon Spookschip! speelduur: ca. 65 minuten verpakking: standaard-dvd-doos | juni 2002          | Nederlands | Bridge Pictures |
| Pokémon De Reis van Johto Deel 6 Ultimate Challenge                               | S2AFL18 Het Overmeesteren van Onix! S2AFL20 Slecht tot op het Bot! S2AFL46 De Mandarin Island Miss Match! speelduur: ca. 65 minuten verpakking: standaard-dvd-doos | juni 2002          | Nederlands | Bridge Pictures |
| Pokémon De Reis van Johto Deel 7 Ultimate Pikachu Stories                         | S2AFL14 De Pi-Kahuna! S2AFL33 Pikachu Komt in Opstand! S2AFL51 Pikachu in Moeilijkheden! speelduur: ca. 65 minuten verpakking: standaard-dvd-doos | juli 2002          | Nederlands | Bridge Pictures |
| Pokémon De Reis van Johto Deel 8 Ultimate Gym Leaders                             | S2AFL08 Het Gevecht om de Badge! S2AFL32 Een Wedstrijd op Zee! S2AFL49 De Duistere Dreiging! speelduur: ca. 65 minuten verpakking: standaard-dvd-doos | juli 2002          | Nederlands | Bridge Pictures |
| Pokémon Mega Dvd 1                                                                | S5AFL01 Rondom de draaikolk S5AFL02 Vlieg met me mee S5AFL03 De trek van de Chinchou! S5AFL04 Een Corsola kaper! S5AFL05 Mantine overboord! S5AFL06 De verstoten Octillery S5AFL07 Strijdende helden S5AFL08 De perfecte match! speelduur: ca. 165 minuten verpakking: standaard-dvd-doos                                | 13 januari 2004    | Nederlands | Bridge Pictures |
| Pokémon Mega Dvd 2                                                                | S5AFL09 Eerst zaaien... dan oogsten S5AFL10 Ahoy Silver... tabee! S5AFL11 Het geheim ontrafeld S5AFL12 Ouders in de val! S5AFL13 Beloofd is beloofd S5AFL14 De hulp van Noctowl S5AFL15 Geen stalen maar Steelix zenuwen! S5AFL16 Bulbasaur... de ambassadeur! speelduur: ca. 165 minuten verpakking: standaard-dvd-doos | 13 april 2004      | Nederlands | Bridge Pictures |
| Pokémon Master Quest Deel 1 Xatu en de toekomst                                   | S5AFL25 Xatu en de toekomst S5AFL26 Over evolutie gesproken S5AFL27 De woede der onschuld S5AFL28 Pryce koud speelduur: ca. 85 minuten verpakking: standaard-dvd-doos | juni 2007          | Nederlands | Bridge Pictures |
| Pokémon Master Quest Deel 2 Hocus Pokémon                                         | S5AFL29 Onwijze Pryce, kanjer! S5AFL30 Waar de wind vandaan komt S5AFL31 Als je van heet houdt S5AFL32 Hokus Pokémon speelduur: ca. 85 minuten verpakking: standaard-dvd-doos | juni 2007          | Nederlands | Bridge Pictures |
| Pokémon Master Quest Deel 3 Zo helder als kristal                                 | S5AFL33 Zo helder als kristal S5AFL34 Altijd hetzelfde liedje S5AFL35 Steek je licht op! S5AFL36 Wil de echte Oak nu opstaan? speelduur: ca. 85 minuten verpakking: standaard-dvd-doos | juni 2007          | Nederlands | Bridge Pictures |
| Pokémon Master Quest Deel 4 Een sterk staaltje namaak!                            | S5AFL37 Je mag een wens doen S5AFL38 Ga uit je dak S5AFL39 Een sterk staaltje namaak! S5AFL40 Boontje komt om zijn loontje! speelduur: ca. 85 minuten verpakking: standaard-dvd-doos | juni 2007          | Nederlands | Bridge Pictures |
| Pokémon Advanced Deel 1-4 Eindelijk op weg                                        | inhoud deel 1-4 Advanced speelduur: ca. 340 minuten verpakking: standaard-dvd-dozen in een kartonnen hoes | ?                  | Nederlands | Bridge Pictures |
| Pokémon Advanced Deel 1 Eindelijk op weg                                          | S6AFL12 Eindelijk op weg S6AFL13 Een ruïne met uitzicht S6AFL14 Oost best, Hoenn best S6AFL15 Trotse Taillow speelduur: ca. 85 minuten verpakking: standaard-dvd-doos | mei 2008           | Nederlands | Bridge Pictures |
| Pokémon Advanced Deel 2 Op het randje                                             | S6AFL16 Op het randje S6AFL17 Een gestroopt ego! S6AFL18 Een boom van een Treecko! S6AFL19 Een verhaal met een staart! speelduur: ca. 85 minuten verpakking: standaard-dvd-doos | mei 2008           | Nederlands | Bridge Pictures |
| Pokémon Advanced Deel 3 Leve de Lotad                                             | S6AFL20 Het temmen van de Shroomish! S6AFL21 Jij zei een mond vol! S6AFL22 Een beet om nooit te vergeten S6AFL23 Leve de Lotad speelduur: ca. 85 minuten verpakking: standaard-dvd-doos | mei 2008           | Nederlands | Bridge Pictures |
| Pokémon Advanced Deel 4 Beeldschone Beautifly                                     | S6AFL24 Beeldschone Beautifly! S6AFL25 Alles draait om Wurmple S6AFL26 Overmeester de school! S6AFL27 Winnaar met een neuslengte! speelduur: ca. 85 minuten verpakking: standaard-dvd-doos | mei 2008           | Nederlands | Bridge Pictures |
| Pokémon Advanced Deel 5 Trotseer de golf                                          | S6AFL28 De Trap op naar Devon S6AFL29 Met wat Geluk en een Wingull S6AFL30 Sharpedo Aanval! S6AFL31 Trotseer de Golf speelduur: ca. 85 minuten verpakking: standaard-dvd-doos | juni 2008          | Nederlands | Bridge Pictures |
| Pokémon Advanced Deel 6 Een hele berg problemen                                   | S6AFL32 Welke Wurmple is de Goeie? S6AFL33 Een Hele Berg Problemen S6AFL34 Corphish Vissen S6AFL35 Een Corphish op het Droge speelduur: ca. 85 minuten verpakking: standaard-dvd-doos | juni 2008          | Nederlands | Bridge Pictures |
| Pokémon Advanced Deel 7 Een Mudkip missie                                         | S6AFL36 Een Mudkip Missie S6AFL37 Neem dat maar voor Nuzleaf S6AFL38 Drie is te veel! S6AFL39 Eerst zien, dan Geloven! speelduur: ca. 85 minuten verpakking: standaard-dvd-doos | juni 2008          | Nederlands | Bridge Pictures |
| Pokémon Advanced Deel 8 Ik schrik me een Sableye                                  | S6AFL40 Ik Schrik me een Sableye S6AFL41 Een echt Meditite Gevecht S6AFL42 Vechten met Geisers S6AFL43 Verlaat het Schip speelduur: ca. 85 minuten verpakking: standaard-dvd-doos | juni 2008          | Nederlands | Bridge Pictures |

## Films
Films vier tot en met zeven bevatten een alternatieve nasynchronisatie van een mindere kwaliteit en met alternatieve stemacteurs. Voor het hoofdartikel hierover met aanvullende informatie, zie dit artikel. Ook is sinds deze periode het korte filmpje met Pikachu, dat altijd vertoont werd voor de hoofdfilm, niet meer aanwezig. Alleen films één t/m drie hebben in Nederland een 'Pikachu short'.
| Titel                                                      | Afleveringen | Verschijningsdatum                                                                                          | Talen                                              | Distributeur                          |
| ---------------------------------------------------------- | --- | --- | -------------------------------------------------- | ------------------------------------- |
| Pokémon Film 1-10 (10 dvd's - box)                         | *Mew tegen Mewtwo (1) *Op eigen kracht (2) *In de greep van Unown (3) *4-Ever (4) *Helden (5) *Jirachi, droomtovenaar (6) *Doel Deoxys (7) *Lucario en het mysterie van Mew (8) *De tempel van de zee (9) *De opkomst van Darkrai (10) speelduur: ca. 900 minuten verpakking: halfdun dvd-dozen in een kartonnen hoes opmerkingen: * films 8, 9 en 10 alleen NL gesproken * discs 2 en 3 dubbelzijdig (en geen front) * films 8, 9 en 10 geen keuzemenu | oktober 2009 (momenteel niet in de handel)                                                                  | Nederlands Engels                                  | RCV Entertainment / Warner Home Video |
| Pokémon De Film Mewtwo tegen Mew (ook op VHS)              | * Mewtwo tegen Mew * Pikachu's vakantie speelduur: ca. 75 minuten verpakking: plastic digi-pak extra's: nog toe te voegen opmerkingen: * tweezijdige disc * versneld beeld en geluid | oktober 2002                                                                                                | Nederlands Engels Frans Duits Italiaans            | Warner Home Video                     |
| Pokémon De Film Mewtwo tegen Mew                           | * Mewtwo tegen Mew * Pikachu's vakantie speelduur: ca. 75 minuten verpakking: standaard-dvd-doos extra's: nog toe te voegen opmerkingen: * tweezijdige disc * versneld beeld en geluid | 2009 (heruitgave)                                                                                           | Nederlands Engels Frans Duits Italiaans            | Warner Home Video                     |
| Pokémon 2 Op eigen kracht (ook op VHS)                     | * Op eigen kracht * Pikachu en de redding speelduur: ca. 90 minuten verpakking: plastic digi-pak extra's: nog toe te voegen opmerkingen: * versneld beeld en geluid | oktober 2002                                                                                                | Nederlands Engels Frans Portugees Italiaans        | Warner Home Video                     |
| Pokémon 2 Op eigen kracht                                  | * Op eigen kracht * Pikachu en de redding speelduur: ca. 90 minuten verpakking: standaard-dvd-doos extra's: nog toe te voegen opmerkingen: * versneld beeld en geluid | 2009 (heruitgave)                                                                                           | Nederlands Engels Frans Portugees Italiaans        | Warner Home Video                     |
| Pokémon 3 Entei in de greep van Unown (ook op VHS)         | * In de greep van Unown * Pikachu en Pichu speelduur: ca. 90 minuten verpakking: plastic digi-pak extra's: nog toe te voegen opmerkingen: * tweezijdige disc * versneld beeld en geluid | oktober 2002                                                                                                | Nederlands Engels Frans Italiaans Grieks Hebreeuws | Warner Home Video                     |
| Pokémon 3 Entei in de greep van Unown                      | * In de greep van Unown * Pikachu en Pichu speelduur: ca. 90 minuten verpakking: standaard-dvd-doos extra's: nog toe te voegen opmerkingen: * tweezijdige disc * versneld beeld en geluid | 2009 (heruitgave)                                                                                           | Nederlands Engels Frans Italiaans Grieks Hebreeuws | Warner Home Video                     |
| Pokémon De terugkeer van Mewtwo (ook op VHS)               | *De terugkeer van Mewtwo *Het verhaal van Mewtwo's afkomst speelduur: ca. 75 minuten verpakking: plastic digi-pak extra's: leader seizoen 4 (Engels) opmerkingen: * versneld beeld en geluid | 21 augustus 2002 (momenteel niet in de handel)                                                              | Nederlands Engels Frans                            | Warner Home Video                     |
| Pokémon Film 4-7 (5 dvd's - box) Gepland maar geannuleerd. | *Celebi, stem v/h woud (4) *Helden, Latias en Latios (5) *Jirachi, droomtovenaar (6) *Doel Deoxys (7) speelduur: onbekend verpakking: onbekend | 9 oktober 2013                                                                                              | onbekend                                           | Universal Pictures Benelux            |
| Pokémon Film 4-7 (4 dvd's - box)                           | *Celebi, stem v/h woud (4) *Helden, Latias en Latios (5) *Jirachi, droomtovenaar (6) *Doel Deoxys (7) speelduur: ca. 335 minuten verpakking: standaard-dvd-dozen in een kartonnen hoes | 18 oktober 2006                                                                                             | Nederlands Engels (andere Nederlandse stemacteurs) | RCV Entertainment                     |
| Pokémon Film 4-6 (3 dvd's - box)                           | *Celebi, stem v/h woud (4) *Helden, Latias en Latios (5) *Jirachi, droomtovenaar (6) speelduur: ca. 235 minuten verpakking: standaard-dvd-dozen in een kartonnen hoes | 2009 | Nederlands Engels (andere Nederlandse stemacteurs) | RCV Entertainment                     |
| Pokémon 4 & 5 (2 dvd's - box)                              | *Celebi, stem v/h woud (4) *Helden, Latias en Latios (5) speelduur: ca. 150 minuten verpakking: standaard-dvd-dozen in een kartonnen hoes | 5 september 2012                                                                                            | Nederlands Engels (andere Nederlandse stemacteurs) | E1 Entertainment                      |
| Pokémon 4-Ever (ook op VHS)                                | Celebi, de stem van het woud speelduur: ca. 80 minuten verpakking: standaard-dvd-doos opmerkingen: * versneld beeld en geluid | 1 oktober 2003                                                                                              | Nederlands Engels (andere Nederlandse stemacteurs) | RCV Entertainment                     |
| Pokémon 5 Helden                                           | Helden, Latias en Latios speelduur: ca. 70 minuten verpakking: standaard-dvd-doos opmerkingen: * versneld beeld en geluid | 16 maart 2005                                                                                               | Nederlands Engels (andere Nederlandse stemacteurs) | RCV Entertainment                     |
| Pokémon 6 & 7 (2 dvd's - box)                              | *Jirachi, droomtovenaar (6) *Doel Deoxys (7) speelduur: ca. 185 minuten verpakking: standaard-dvd-dozen in een kartonnen hoes | 5 september 2012                                                                                            | Nederlands Engels (andere Nederlandse stemacteurs) | E1 Entertainment                      |
| Pokémon 6 Jirachi                                          | Jirachi, droomtovenaar speelduur: ca. 85 minuten verpakking: standaard-dvd-doos opmerkingen: * versneld beeld en geluid | 1 juni 2005                                                                                                 | Nederlands Engels (andere Nederlandse stemacteurs) | RCV Entertainment                     |
| Pokémon 7 Deoxys                                           | Doel Deoxys speelduur: ca. 100 minuten verpakking: standaard-dvd-doos opmerkingen: * versneld beeld en geluid | 28 juni 2006                                                                                                | Nederlands Engels (andere Nederlandse stemacteurs) | RCV Entertainment                     |
| Pokémon Film 8-10 (3 dvd's - box)                          | *Lucario en het mysterie van Mew (8) *Pokémon Ranger en de tempel van de zee (9) *De opkomst van Darkrai (10) speelduur: ca. 295 minuten verpakking: standaard-dvd-dozen in een kartonnen hoes opmerkingen: geen keuzemenu's | 29/30 augustus 2009: - Pokémon Day excl. september 2009: - (reguliere handel) (momenteel niet in de handel) | Nederlands                                         | RCV Entertainment                     |
| Pokémon De 8ste film Lucario                               | Lucario en het mysterie van Mew speelduur: ca. 100 minuten verpakking: standaard-dvd-doos opmerkingen: geen keuzemenu | 6 augustus 2008 (momenteel niet in de handel)                                                               | Nederlands                                         | RCV Entertainment                     |
| Pokémon De 9de film Pokémon Ranger                         | Pokémon Ranger en de tempel van de zee speelduur: ca. 105 minuten verpakking: standaard-dvd-doos opmerkingen: geen keuzemenu | september 2008 (momenteel niet in de handel)                                                                | Nederlands                                         | RCV Entertainment                     |
| Pokémon De 10de film Darkrai                               | De opkomst van Darkrai speelduur: ca. 90 minuten verpakking: standaard-dvd-doos opmerkingen: geen keuzemenu | 1 september 2009 (momenteel niet in de handel)                                                              | Nederlands                                         | RCV Entertainment                     |
| Pokémon De 11de film Giratina                              | Giratina en de krijger van de lucht speelduur: ca. 110 minuten verpakking: standaard-dvd-doos opmerkingen: geen keuzemenu | 14 oktober 2009                                                                                             | Nederlands                                         | E1 Entertainment                      |
| Pokémon Arceus                                             | Arceus en het juweel des levens (film 12) speelduur: ca. 95 minuten verpakking: standaard-dvd-doos | 19 september 2012                                                                                           | Nederlands Engels                                  | Universal Pictures                    |
| Pokémon Zoroark                                            | Zoroark, meester der illusie (film 13) speelduur: ca. 95 minuten verpakking: standaard-dvd-doos | 26 mei 2011                                                                                                 | Nederlands Engels                                  | Universal Pictures                    |
| Pokémon Black & White (2 dvd's - box)                      | Pokémon: de film - Black, Victini en Reshiram (film 14/1) Pokémon: de film - White, Victini en Zekrom (film 14/2) speelduur: ca. 180 minuten verpakking: halfdun dvd-dozen in een kartonnen hoes opmerkingen: * versneld beeld en geluid | 13 juni 2012                                                                                                | Nederlands Engels Duits                            | Universal Pictures                    |
| Pokémon Kyurem                                             | Pokémon: de film - Kyurem VS. het Zwaard der Gerechtigheid (film 15) speelduur: ca. 72 minuten verpakking: standaard-dvd-doos opmerkingen: * overige gegevens onbekend | 24 april 2013                                                                                               | Nederlands Engels                                  | Universal Pictures                    |